# Окунев, Владимир Викторович
Влади́мир Ви́кторович О́кунев (21 января 1948, Южно-Сахалинск, Сахалинская область, РСФСР, СССР) — советский и российский партийный и государственный деятель, глава администрации Читы (февраль — октябрь 1996), затем 1-й заместитель главы администрации Читинской области (1996).

## Биография
Родился в Южно-Сахалинске. Окончил в 1971 Хабаровский политехнический институт, 1989 Высшую партийную школу в Новосибирске. В 1971—1973 работал технологом на Читинском заводе автоспецоборудования. В 1975—1979 начальник отдела Читинского автосборочного завода. С 1979 заместитель председателя Черновского райисполкома Читы, с 1982 начальник горжилуправления, с 1985 заведующий отделением горкома КПСС, с 1987 заместитель председателя горисполкома, в 1990—1996 заместитель директора областного управления жилищно-коммунального хозозяйства. Глава администрации г.Читы (февраль — октябрь 1996), затем 1-й заместитель главы администрации Читинской области (1996).